# Estación Flor de Oro
Flor de Oro era una estación de ferrocarril ubicada en las áreas rurales del Departamento General Obligado, provincia de Santa Fe, Argentina.
En el edificio de la exestación se encuentra el museo municipal.

## Servicios
No presta servicios de pasajeros, ni de cargas. Sus vías correspondían al Ramal F14 del Ferrocarril General Belgrano.